# Edmundas Žilevičius
Edmundas Žilevičius (* 31. Juli 1955 in Prienai) ist ein litauischer Ökonom und Politiker, Vizeminister für Finanzen.

## Leben
1978 absolvierte Žilevičius das Diplomstudium an der Wirtschaftsfakultät an der Lietuvos žemės ūkio universitetas in Kaunas.
Von 1978 bis 1979 arbeitete er als Ökonom im sowjetlitauischen Finanzministerium. Von 1979 bis 1985 war Žilevičius leitender Ökonom und von 1991 bis 1992 Leiter der Unterabteilung für Privatisierung. 1996 arbeitete er als Sekretär des Ministeriums und Departamentsdirektor. Von 2002 bis 2009 war Žilevičius Sekretär. Seit Juli 2009 ist er Vizeminister im Finanzministerium Litauens.

## Quelle
- Edmundas Žilevičius (CV)

| Personendaten    | Personendaten         |
| ---------------- | --------------------- |
| NAME             | Žilevičius, Edmundas  |
| KURZBESCHREIBUNG | litauischer Politiker |
| GEBURTSDATUM     | 31. Juli 1955         |
| GEBURTSORT       | Prienai               |